# Arțari (okręg Suczawa)
Arțari – wieś w Rumunii, w okręgu Suczawa, w gminie Hănțești. W 2011 roku liczyła 14 mieszkańców. 